# Coupe des clubs champions africains 1987
Navigation
Édition précédente Édition suivante
La Coupe des clubs champions africains 1987 est la 23e édition de la Coupe des clubs champions africains. Le club vainqueur de la compétition est désigné champion d'Afrique des clubs 1987.
C'est le club égyptien d'Al Ahly SC, qui remporte cette édition après avoir battu les Soudanais d'Al Hilal en finale. C'est deuxième titre continental d'Al Ahly.

## Tour préliminaire
| Équipe 1                | Résultat | Équipe 2               | Aller | Retour |
| ----------------------- | -------- | ---------------------- | ----- | ------ |
| Matlama FC              | 3 - 0    | Gaborone United        | 1 - 0 | 2 - 0  |
| BTM Antananarivo        | 2 - 3    | Maji Maji FC           | 1 - 1 | 1 - 2  |
| Mogadiscio Municipality | 1 - 2    | Panthères noires       | 1 - 0 | 0 - 2  |
| Petro Atlético          | 4 - 1    | CD Maxaquene           | 3 - 1 | 1 - 0  |
| Juvenil Reyes           | -        | Sporting Moura forfait | -     | -      |
| SC Bissau               | -        | Old Edwardians forfait | -     | -      |
| Cadets Club             | 4 - 4E   | Mbabane Highlanders    | 3 - 2 | 1 - 2  |

## Premier tour
| Équipe 1                   | Résultat | Équipe 2                    | Aller | Retour |
| -------------------------- | -------- | --------------------------- | ----- | ------ |
| AFC Leopards               | 2 - 0    | Maji Maji FC                | 1 - 0 | 1 - 0  |
| ASC Jeanne d'Arc           | 2 - 3    | EP Sétif                    | 2 - 1 | 0 - 2  |
| AS Real Bamako             | 0 - 4    | Leventis United             | 0 - 0 | 0 - 4  |
| Requins de l'Atlantique FC | 0 - 7    | Canon Yaoundé               | 0 - 0 | 0 - 7  |
| Africa Sports              | 3 - 1    | ASFOSA Lomé                 | 2 - 1 | 1 - 0  |
| Al Ahly SC                 | 5 - 1    | Panthères noires            | 4 - 0 | 1 - 1  |
| Al Hilal                   | 3 - 0    | InterStar                   | 2 - 0 | 1 - 0  |
| Dynamos FC                 | 8 - 2    | Mbabane Highlanders         | 6 - 1 | 2 - 1  |
| Mighty Barolle             | 2 - 1    | Horoya AC                   | 2 - 1 | 0 - 0  |
| Nakivubo Villa SC          | 5 - 0    | Matlama FC                  | 4 - 0 | 1 - 0  |
| Asante Kotoko FC           | -        | SC Bissau forfait           | -     | -      |
| Nkana Red Devils           | 2 - 1    | Petro Atlético              | 1 - 1 | 1 - 0  |
| FC Lupopo                  | 1 - 0    | FC 105 Libreville           | 1 - 0 | 0 - 0  |
| ES Sahel                   | -        | Al-Ittihad forfait          | -     | -      |
| Wydad AC                   | -        | ASC Police disqualification | 3 - 1 | -      |
| Zamalek SC                 | -        | Juvenil Reyes forfait       | -     | -      |

## Deuxième tour
| Équipe 1          | Résultat | Équipe 2         | Aller | Retour |
| ----------------- | -------- | ---------------- | ----- | ------ |
| EP Sétif          | 1 - 2    | Canon Yaoundé    | 0 - 0 | 1 - 2  |
| Africa Sports     | 3 - 2    | Mighty Barolle   | 2 - 1 | 1 - 1  |
| Al Ahly SC        | 7 - 2    | AFC Leopards     | 6 - 0 | 1 - 2  |
| Nakivubo Villa SC | 2 - 2E   | Al Hilal         | 2 - 1 | 0 - 1  |
| Dynamos FC        | 4 - 2    | FC Lupopo        | 3 - 1 | 1 - 1  |
| ES Sahel          | 2 - 2E   | Leventis United  | 2 - 1 | 0 - 1  |
| Wydad AC          | 1 - 3    | Asante Kotoko FC | 1 - 1 | 0 - 2  |
| Nkana Red Devils  | 1 - 2    | Zamalek SC       | 1 - 0 | 0 - 2  |

## Quarts de finale
| Équipe 1      | Résultat | Équipe 2         | Aller | Retour | Tab   |
| ------------- | -------- | ---------------- | ----- | ------ | ----- |
| Canon Yaoundé | 3 - 2    | Dynamos FC       | 2 - 1 | 1 - 1  | -     |
| Africa Sports | 2 - 2    | Al Ahly SC       | 2 - 0 | 0 - 2  | 2 - 4 |
| Al Hilal      | 2 - 1    | Leventis United  | 2 - 1 | 0 - 0  | -     |
| Zamalek SC    | 3 - 5    | Asante Kotoko FC | 2 - 0 | 1 - 5  | -     |

## Demi-finales
| Équipe 1   | Résultat | Équipe 2         | Aller | Retour | Tab   |
| ---------- | -------- | ---------------- | ----- | ------ | ----- |
| Al Ahly SC | 2 - 1    | Asante Kotoko FC | 2 - 0 | 0 - 1  | -     |
| Al Hilal   | 1 - 1    | Canon Yaoundé    | 1 - 0 | 0 - 1  | 4 - 1 |

## Finale
| Aller            | Al Hilal | 0 - 0 | Al Ahly SC | Khartoum Stadium, Khartoum |
| 29 novembre 1987 |          |       |            |                            |

| Retour           | Al Ahly SC                       | 2 - 0 | Al Hilal | Stade international, Le Caire |                             |
| 18 décembre 1987 | Al Thaalab 5e (csc) · Shawky 44e |       |          | Arbitrage : Mohamed Larache   | Arbitrage : Mohamed Larache |

## Vainqueur
| Coupe des clubs champions africains Vainqueur 1987 |
| -------------------------------------------------- |
| Al Ahly SC Deuxième titre                          |